# Yakcheonsa
Yakcheonsa (en coreano: 약천사; en hanja: 藥泉寺; lit. «templo del manantial medicinal») es un templo budista de la Orden Jogye ubicado en Seogwipo, Provincia de Jeju, Corea del Sur.

## Historia

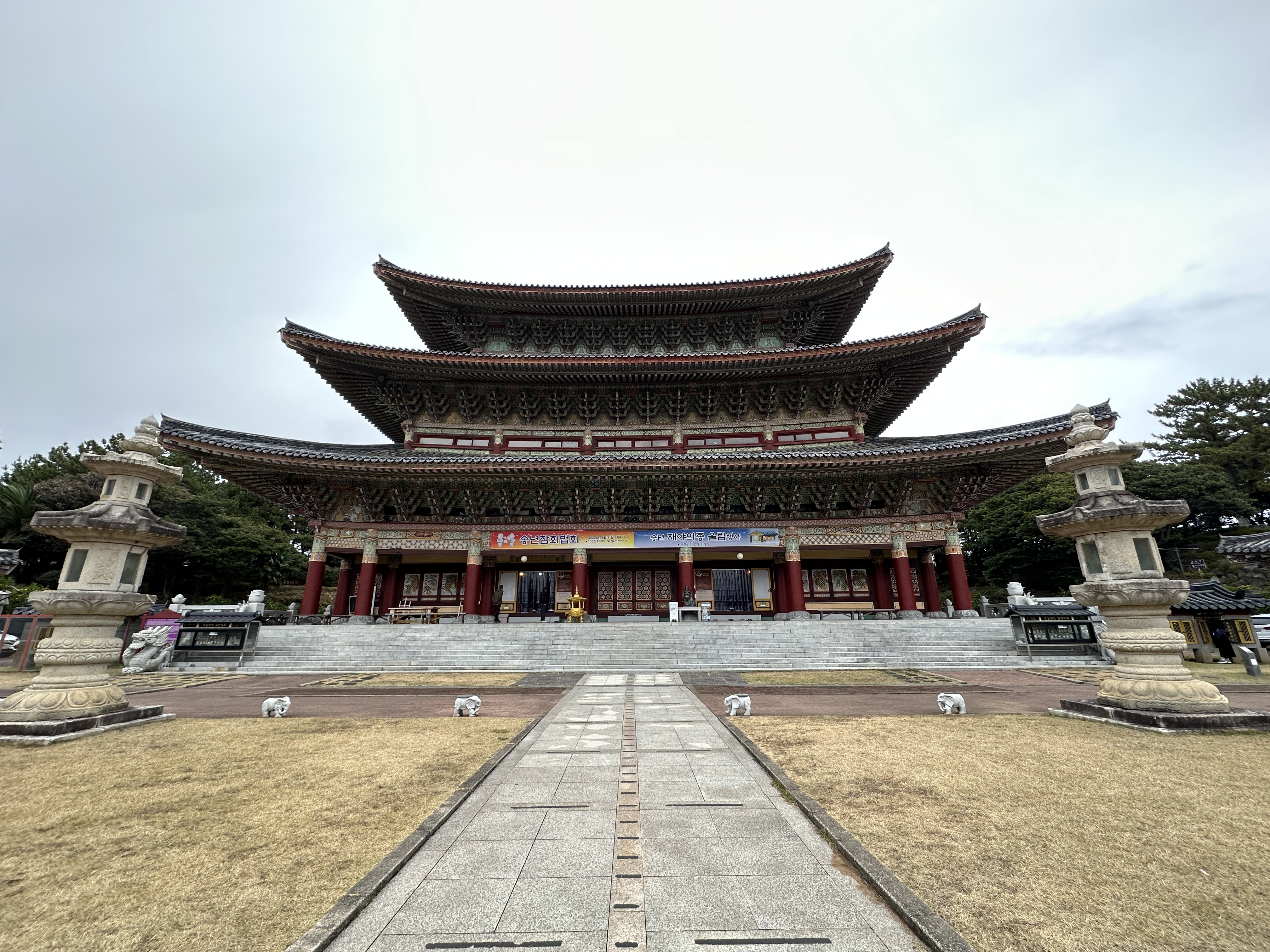
El edificio principal del templo (2023)

El área donde actualmente se encuentra el templo cuenta con un manantial de agua mineral conocido en el idioma local de Jeju como Dwaeksaemi (돽새미). El manantial también recibía el nombre de Doyaksaem (도약샘; 道藥泉), en referencia a sus supuestas propiedades curativas; este nombre fue el que finalmente inspiró el nombre del templo, Yakcheonsa.
Hacia 1960, un monje llamado Kim Pyeong-gon (김평곤) oraba en una cueva natural cerca del lugar donde más tarde se construiría el templo. Durante sus plegarias, tuvo una revelación y decidió construir un pequeño templo con techo de paja en las inmediaciones. En 1981, un monje budista llamado Hyein (혜인) decidió edificar un templo más permanente en el área, y la construcción comenzó en 1988. Las obras concluyeron en 1996, momento en el que se afirmó que era el mayor templo budista del este de Asia.
Cada año, el 15 de marzo del calendario coreano, se celebra un evento dedicado a personas mayores, que incluye un concurso de canto.
En marzo de 1999, el templo comenzó a ofrecer experiencias culturales y clases de ceremonia del té. En 2005 se fundó en el templo un grupo de caridad. Además, participa en la producción de papel tradicional coreano, conocido como hanji.

## Arquitectura

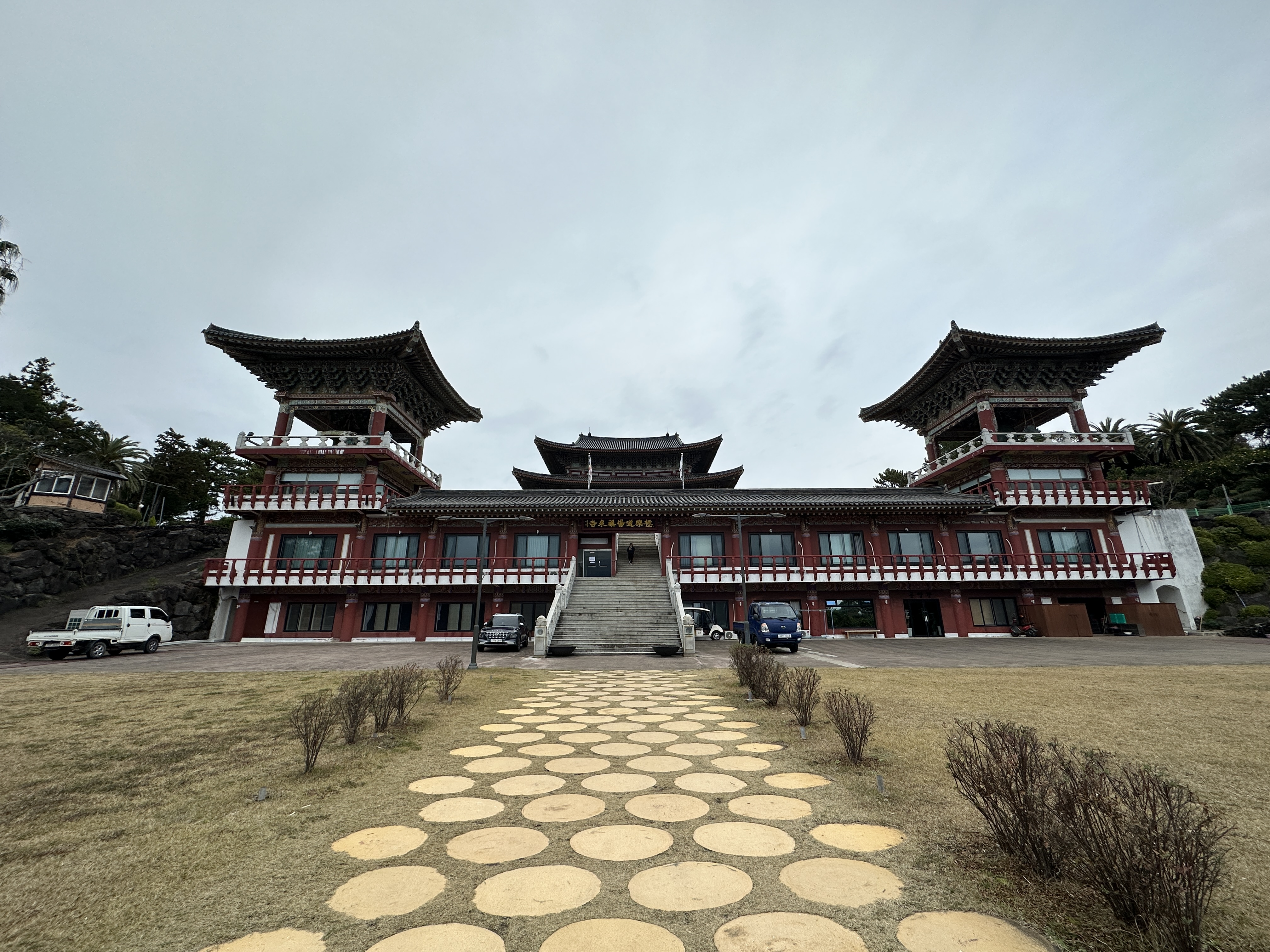
Otras instalaciones del templo situadas enfrente del edificio principal (2023).

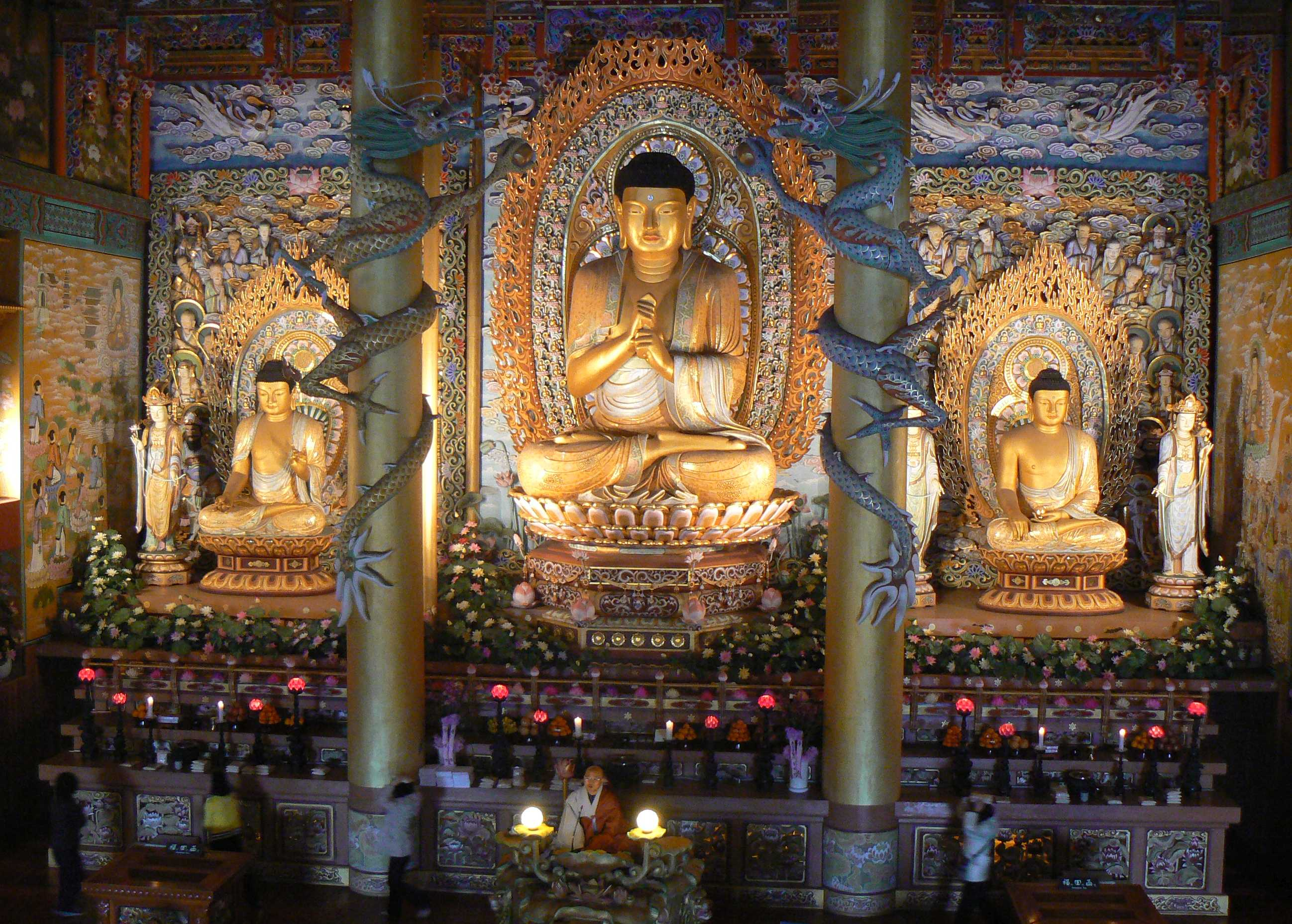
Las principales estatuas de Buda en el edificio principal del templo (2009)

El edificio principal, llamado Daejeokgwangjeon, cuenta con tres pisos sobre el nivel del suelo y un piso subterráneo. Mide 29,5 metros de altura y tiene una superficie de 1.023 pyeong (3.380 m²). En su interior se encuentra una gran estatua de Buda tallada en madera, que se considera la más grande de su tipo en Corea del Sur. La madera utilizada proviene del Monte Paektu. En el segundo piso hay 80.000 estatuas de Buda de bronce dorado, mientras que el tercer piso alberga numerosas lámparas.
El complejo del templo incluye varios edificios adicionales, muchos de los cuales están conectados mediante pasajes subterráneos y elevados. Cerca del templo hay un pabellón de la campana de tres pisos, un dormitorio para monjes y un edificio administrativo.
Al igual que otros templos budistas de Corea del Sur, Yakcheonsa cuenta con instalaciones para que los fieles laicos puedan hospedarse, alimentarse, meditar y participar en rituales budistas.

## Turismo
Desde el 9 de enero de 2006, el templo participa en el programa Templestay, que permite a los visitantes experimentar actividades culturales budistas en el mismo templo.